# Cultura de Únětice
A cultura Únětice ou cultura Aunjetitz (Únětická kultura, aunjetitzer kultur- kultura polonesa unietycka) é uma cultura arqueológica no início da Idade do Bronze da Europa Central, datada aproximadamente de 2300-1800 a.C. O local homônimo para esta cultura, a vila de Únětice (pronúncia tcheca: [ˈuːɲɛcɪtsɛ]), está localizada no centro da República Tcheca, noroeste de Praga. Há cerca de 1.400 locais documentados de cultura únětice na República Tcheca e Eslováquia, 550 locais na Polônia, e, na Alemanha, cerca de 500 locais e achados soltos. A cultura Únětice também é conhecida do nordeste da Áustria (em associação com o chamado Grupo Böheimkirchen), e do oeste da Ucrânia.